# Eutropiichthys britzi
Eutropiichthys britzi är en fiskart som beskrevs av Carl J. Ferraris, Jr. och Richard P. Vari 2007. Eutropiichthys britzi ingår i släktet Eutropiichthys och familjen Schilbeidae. IUCN kategoriserar arten globalt som livskraftig. Inga underarter finns listade i Catalogue of Life.